# Homalenotus coriaceus
Homalenotus coriaceus is een hooiwagen uit de familie Sclerosomatidae.